# Houillères du bassin du Nord et du Pas-de-Calais
Pour les articles homonymes, voir Bassin minier du Nord-Pas-de-Calais (homonymie).
Les Houillères du bassin du Nord et du Pas-de-Calais (abrégé HBNPC) est le nom donné à la libération (après la Seconde Guerre mondiale) aux entités nationalisées (anciennes concessions minières, antérieurement détenues par 18 compagnies minières, dont la plus importante était la compagnie des mines de Lens) dans le Bassin minier du nord de la France. Ces entités sont alors réparties en 9 groupes (Valenciennes, Douai, Hénin-Liétard, Oignies, Liévin, Lens, Béthune, Bruay, Auchel, ce dernier groupe intégrant aussi les anciennes concessions du Boulonnais).

## Aire de compétence géographique
Les HBNPC s’étendent sur l’un des plus grands bassins miniers d’Europe (1 150 km2) et regroupent : 
- le « bassin Picard », ou « Boulonnais » (de 1692 à 1949) ;
- le « bassin du Nord « (de 1716 à 1990) ;
- le « bassin du Pas-de-Calais » (de 1841 à 1990).

## Gouvernance
Le président des Houillères était nommé en Conseil des Ministres, par décret du ministre de l'industrie, après agrément par le conseil d'administration de Charbonnages de France (CdF). Les HBNPC ont leur siège à l'hôtel d'Aoust, à Douai, qui accueillera ensuite la cour administrative d'appel de Douai.

## Production, productivité
La restructuration entreprises par les houillères dans l'après guerre permet d’atteindre en 1952 un record historique de production de 29,4 millions de tonnes de charbon extrait dans l’année (alors que les mines emploient 210 000 salariés) en 1948. Mais une fois que le charbon le moins difficile à atteindre a été exploité, malgré d'incessantes hausses de productivité, les houillères connaissent une période de déclin régulier.

## Histoire des HBNPC

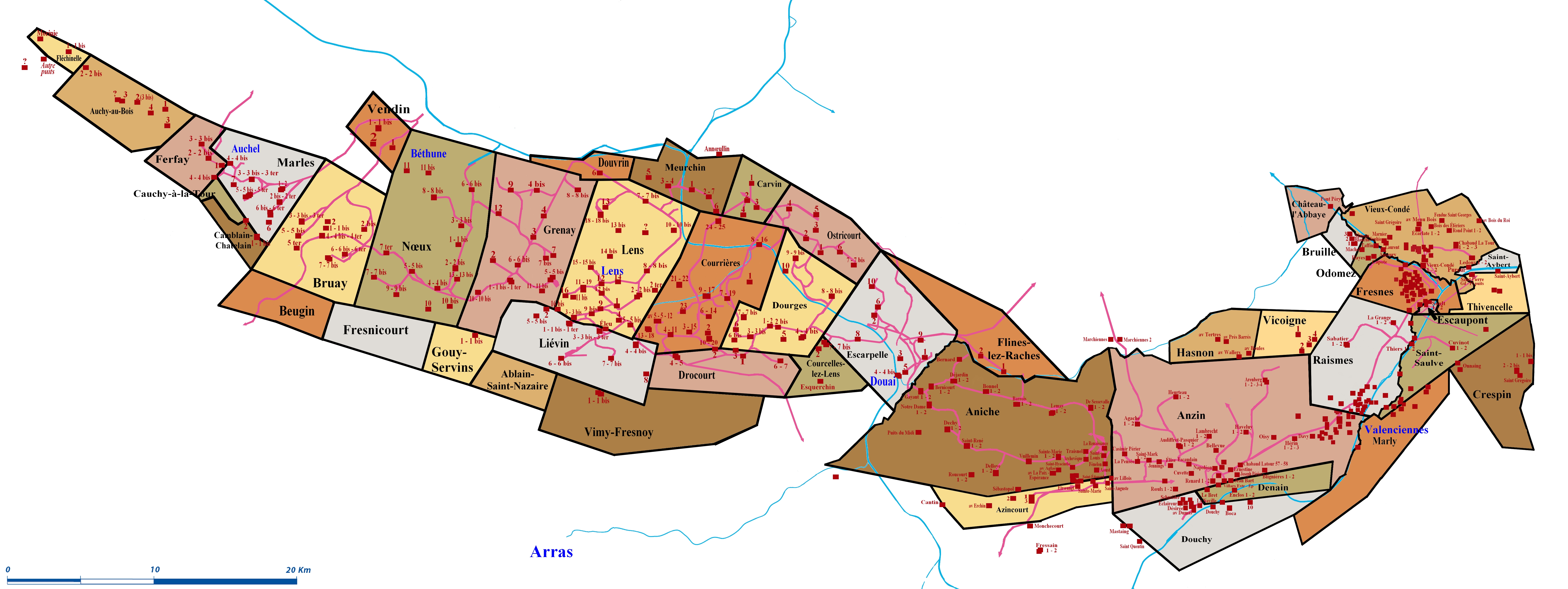
Carte représentant les concessions du bassin minier du Nord-Pas-de-Calais, avant la nationalisation de 1946 qui transforme cette mosaïque de concession en 9 entités plus aisément gérées par les HBNPC.

### Création
À la Libération, le nord de la France est en pleine reconstruction et les besoins de charbon sont énormes dans toute l’Europe. En septembre 1944, les houillères sont réquisitionnées. En octobre, accusées de trahison, les directions des dix-huit compagnies minières nordistes sont suspendues, on leur reproche essentiellement d'avoir maintenu la production pour l'ennemi, même si finalement les sanctions prononcées par les commissions d'épuration resteront faibles.
Quelques mois après la fin de la guerre, le Gouvernement nationalise les anciennes compagnies minières privées qui exploitaient les bassins miniers français par une loi votée le 19 avril 1946 par l'Assemblée nationale (loi « relative à la nationalisation de l'industrie des combustibles minéraux » adoptée par 516 voix pour et 31 contre).
Cette opération est rendue délicate par un contexte socioéconomique tendu. 
Elle se fait en deux temps :
L’opération débute par l'ordonnance du 13 décembre 1944, qui crée les « Houillères nationales du Nord et du Pas-de-Calais » ou « Houillères du Nord et du Pas-de-Calais »
Le gouvernement du général de Gaulle lance en 1945 la « bataille du charbon ». Le Président de la république vient lui-même à Béthune le 11 août 1945 et, à Waziers, et Maurice Thorez, ancien mineur à Dourges, prochainement vice-président du conseil et ministre d'État, vient à Douai, Somain, Waziers le 21 juillet 1945, lance un appel aux mineurs pour produire plus et plus vite, et revient en juillet 1946, descendre symboliquement au fond à Auby en juillet 1946. La main d'œuvre manque, de nombreux Polonais travaillant à la mine avant la seconde guerre mondiale, rejoignent leur pays, les prisonniers de guerre ne sont pas encore tous rentrés, il faut donc d'abord recruter (l'effectif des Houillères est de 91 000 personnes au début de 1945) et rendre le métier attractif : l'adoption du statut du mineur (loi du 14 février 1946 et décret du 14 juin 1946) va y contribuer. Tout est fait pour stimuler la production.
Le 17 mai 1946, les parlementaires votent une loi qui renforce la décision de nationalisation et crée un établissement chargé de gérer ce patrimoine industriel et économique : Charbonnages de France.
À la fin de l'année 1946, l'objectif chiffré de la bataille du charbon est atteint : la production dépasse les 120 000 tonnes /jour, les effectifs étant au plus haut et ayant plus que doublé. En revanche, les mineurs estiment être oubliés, ils ont réalisé les efforts demandés, mais les salaires stagnent, ils se considèrent comme mal représentés dans les conseils d'administration des Houillères, des grèves ont lieu en 1947, en partie liés aux soubresauts de la guerre froide (exclusion des ministres communistes du gouvernement Paul Ramadier) mais pas seulement. Robert Lacoste, ministre de l'industrie en 1948, supprime des avantages consentis aux mineurs en 1945, ce qui amène de nouvelles grèves dures, face auxquelles le gouvernement envoie la troupe et les Compagnies républicaines de sécurité pour dégager les puits.

### Durant les Trente Glorieuses
Le besoin de charbon étant encore critique, et européen, Robert Schuman propose la création de la Communauté européenne du charbon et de l'acier (Ceca) qui est considéré comme l’ancêtre de la communauté européenne.
Durant les décennies qui suivent, de nombreux travaux de recherche et développement sont conduits sous l’égide des ingénieurs des mines et des HBNPC, qui vont améliorer les rendements et la sécurité des mineurs, alors que leur statut de mineurs s'améliore également.

### L'emploi
Dès les années 1960, le nombre d’emplois miniers ne cessera de décliner car le charbon le moins difficile à exploiter est épuisé, et la production devient de moins en moins rentable, puis déficitaire.

### Politiques sociales
Les Charbonnages abritaient gratuitement les mineurs dans les corons appartenant aux Houillères et ceux qui habitaient ailleurs bénéficiaient d'une indemnité de logement. Tous les employés des houillères avaient droit à une prime de chauffage (en charbon), avantages qu'ils pouvaient ensuite racheter en nature, sous forme de versement d’un capital, en tenant compte de l’ancienneté et de l’âge des intéressés à leur retraite (conformément au statut des mineurs. Cet avantage était théoriquement offert à tous, y compris pour les salariés non-français (sans discrimination de nationalité), mais une clause nouvelle apparait le 22 janvier 1957 dans un protocole qui décide que dorénavant cette prestation soit réservée aux employés ayant leur foyer sur le territoire métropolitain, clause confirmée Le 2 février 1988 par une circulaire publiée par les Charbonnages de France (circulaire sur les avantages en nature), ce qui exclut les nombreux mineurs de fonds marocains que les Houillères ont été chercher au Maroc. la HALDE a tranché en leur faveur en 2008, mais avec peu d'effets selon une étude parue en 2009.

### Récession charbonnière programmée
En 1960, le plan Jeanneney (du nom du sénateur Jean-Marcel Jeanneney instaure un début de politique de récession charbonnière, qui causera la longue grève des mineurs de 1963.
En 1964, à la télévision (ORTF) Paul Gardent (alors directeur général des Houillères) estime que « l'évolution de la production du Bassin est limitée par l'appauvrissement du gisement. Celui-ci est inégalement réparti et en déclin rapide dans l'ouest. C'est un problème à long terme et il faut approfondir des possibilités de développement des autres industries ». Selon lui ce déclin charbonnier est exclusivement causé par des « données naturelles, c'est-à-dire [à] l'appauvrissement progressif du gisement »
En 1976, à la demande de l'État, les HBNPC planifient l'après-charbon et encouragent les mineurs à changer de métier. Le 3 mai 1977 Pierre Delmon, alors président des HBNPC (et qui sera aussi président du CESR et membre du Conseil économique et social) annonce sur France Inter que « Dans les conditions actuelles, l'arrêt de l'extraction dans le Bassin Minier Nord- Pas-de-Cala1s est prévu pour les années 1985 ». Le Gouvernement confie alors aux Houillères une nouvelle mission : "organiser la récession de la production charbonnière" et donc préparer l'après-mine.
Alors que la production charbonnière du Nord de la France devient de moins en moins rentable (Selon les archives de Charbonnages de France, le rendement moyen par poste et par jour est dans le Nord-Pas-de-Calais en 1959 de 1,5 t de charbon/jour à comparer aux 2,4 t/jour en Lorraine où les veines de charbon sont plus épaisses et larges), les houillères cherchent constamment à réduire leur déficit, notamment en cédant à la collectivité une part croissante du patrimoine et des charges non productives dont elles ont hérité durant les trente glorieuses. C'est le cas de leur important patrimoine ferroviaire (cavaliers miniers) et routier (voiries et réseaux associées) qui commençait à se dégrader notamment en raison des affaissements miniers. À partir des années 1970, elles le transfèrent aux collectivités. Elles cèdent leurs écoles techniques aux collectivités et leurs églises aux associations diocésaines. Elles cèdent aussi leurs équipements sportifs aux collectivités locales ainsi que certains services que les houillères assuraient antérieurement (service de l'eau, des égouts, de l'éclairage, du ramassage des ordures ménagères en particulier). Les houillères possédaient aussi un important patrimoine de centrales thermiques produisant de l'électricité (milliers de mégawatts). Ces centrales au charbon étaient très polluantes ; certains comme celle de Thiers étaient conçues pour brûler le très mauvais charbon invendable, produisant plus de 60 % de cendres, stockées en énormes crassiers). Les HBNPC ont produit de moins en moins d'électricité pour leurs propres besoins (31,9 % en 1967, et seulement 12,3 % en 1976) mais en basculant une partie de la production non utilisée vers EDF (jusqu'à leur déclassement puis démantèlement entre les années 1970 et la fin du siècle). Certaines de ces centrales serviront de centrales de secours, de réserve froide (centrale pouvant être remise en route en 3 mois) en cas de pénurie d'autres sources de production, EDF offrant pour leur entretien une prime conséquente (la centrale d'Hornaing, plus moderne, mise en service dans les années 1970) a été conservée plus longtemps).
Les HBNPC s'associent à Gaz de France pour créer un GIE dénommé Méthamine chargé d'extraire, traiter et vendre le gaz de mine qui va continuer à dégazer des anciennes galeries des terrains houillers de la région de Lens-Liévin. Méthamine deviendra ensuite Gazonor lors d'un processus de privatisation.

### Fin des HBNPC
En termes d'activité extractive, les Houillères s’éteignent avec la fin de l'exploitation minière (le 21 décembre 1990).
Administrativement, elles clôturent leur vie administrative le 1er janvier 1993, laissant de nombreux sites pollués (anciennes cokeries notamment). Des dizaines de milliers de logements miniers sont gérés par une société civile de gestion du patrimoine immobilier des HBNPC, dénommée Soginorpa (plus de 80 000 logements gérés en 1995).
Charbonnages de France assume les droits et obligations de HBNPC pour un chiffre d'affaires d'environ 19 MF (157 agents gérant pour l’ensemble de la trésorerie, des relations sociales et des participations du groupe (jusqu’à sa dissolution en 2007).

## Fonds d'archives
Les archives des HBNPC ont pour la plupart été transférées et confiées au centre historique minier de Lewarde : une convention de prêt par les Archives du monde du travail régit leur statut.

## Moyens et outils de communication interne
À partir de 1949, dont pour « réconcilier les mineurs et la direction après les grèves » (de 1947-49) les HBNPC ont publié un journal d‘entreprise gratuit (Notre mine), d’abord créé pour le groupe de Lens et distribué à environ 15 000 salariés qui ont alors peu la radio et pas la télévision. Ce journal sera suivi de la création de « nombreux titres de groupes alentour ».